# السدود (موريتانيا)
السدود هي بلدية في موريتانيا تابعة إداريًا لمقاطعة المجرية بولاية تكانت.ومن ابرز قرى البلدية قرية اجوينكي العريقة